# Eteobalea serratella
Eteobalea serratella ist ein Schmetterling (Nachtfalter) aus der Familie der Prachtfalter (Cosmopterigidae).

## Merkmale
Die Falter erreichen eine Flügelspannweite von 13 bis 19 Millimeter. Eteobalea serratella ähnelt Eteobalea anonymella, unterscheidet sich aber durch die größere Flügelspannweite, die auffälligere fahl goldene Zeichnung mit Bronzeglanz an Thorax, Tegulae und Vorderflügeln, die weißen Femura der Hinterbeine und die ockerfarbenen ersten vier Segmente des Abdomens.
Bei den Männchen ist das Tegumen ziemlich schmal und nahezu parallelwandig. Die Ausbuchtung ist U-förmig. Das rechte Brachium ist gekrümmt und etwa doppelt so lang wie das linke. Die Spitze ist rundlich verbreitert und stark sklerotisiert. Das linke Brachium hat eine stumpfe Spitze. Die Valven sind konkav bis stiefelförmig. Der Cucullus ist leicht rundlich. Die rechte Valvella ist groß. Sie ist in der Mitte am dicksten und verjüngt sich zu einer stumpfen Spitze. Der Aedeagus ist leicht gekrümmt und hat einen schlanken bauchigen Teil. Der röhrenförmige Teil ist sehr breit und verjüngt sich allmählich zu einer scharfen Spitze.
Bei den Weibchen ist das 8. Segment länger als breit. Das Ostium ist kreisrund. Das Sterigma ist sackförmig und hat in der Mitte eine sklerotisierte Querleiste. Der Ductus bursae ist weniger als halb so lang wie das Corpus bursae. Das Corpus bursae ist länglich und weitet sich hinten deutlich. Die Signa sind sehr klein oder fehlen.

## Verbreitung
Eteobalea serratella ist in Europa weit verbreitet. Das Verbreitungsgebiet umfasst Spanien, Portugal und Frankreich im Westen und reicht über den Mittelmeerraum und Mitteleuropa bis in den Südosten des europäischen Teils von Russland. In Nordeuropa und auf den Britischen Inseln fehlt die Art. Im Osten kommt die Art auch in Kleinasien, dem Nahen Osten und Zentralasien vor.

## Biologie
Die Raupen entwickeln sich an Echtem Leinkraut (Linaria vulgaris) und an der Unterart Linaria genistifolia euxina des Ginster-Leinkrauts. Nachweise an Großem Löwenmaul (Antirrhinum majus) bedürfen einer Überprüfung. Die Weibchen legen die Eier einzeln an den unteren Stängelabschnitten ab. Von dort minieren die Raupen nach unten in die Hauptwurzel. Im letzten Raupenstadium kehren sie in den unteren Stängelabschnitt zurück, um sich schließlich im Wurzelhals oder in der Stängelbasis zu verpuppen. Das Raupenstadium dauert etwa elf Monate. Die Art bildet eine Generation im Jahr. Die Falter fliegen von Ende Juni bis Anfang September, nach anderer Quelle von Mai bis Juni.
In den USA wurden Eteobalea serratella-Populationen versuchsweise zur biologischen Bekämpfung von Echtem Leinkraut beim Anbau von Pfefferminze (Mentha x piperita) eingesetzt. Die Versuche ergaben bei Anwesenheit von Eteobalea serratella eine um 17 Prozent höhere Ausbeute an getrockneten Minzetrieben. Obwohl einige Feldversuche durchgeführt wurden, konnten im Freiland bisher keine etablierten Populationen nachgewiesen werden.

## Systematik
Aus der Literatur sind folgende Synonyme bekannt:
- Phalaena gronoviella Scopoli, 1772 nomen dubium
- Eteobalea gronoviella (Scopoli, 1772)
- Oecophora serratella Treitschke, 1833
- Stagmatophora sareptensis Walsingham, 1907
- Stagmatophora cinereocapitella Caradja, 1920

## Belege
1. 1 2 3 4 5 6  J. C. Koster, S. Yu. Sinev: Momphidae, Batrachedridae, Stathmopodidae, Agonoxenidae, Cosmopterigidae, Chrysopeleiidae. In: P. Huemer, O. Karsholt, L. Lyneborg (Hrsg.): Microlepidoptera of Europe. 1. Auflage. Band 5. Apollo Books, Stenstrup 2003, ISBN 87-88757-66-8, S. 141 (englisch).
2. 1 2  Eteobalea serratella bei Fauna Europaea. Abgerufen am 6. Februar 2012
3. ↑  Karl Traugott Schütze: Die Biologie der Kleinschmetterlinge unter besonderer Berücksichtigung ihrer Nährpflanzen und Erscheinungszeiten. Handbuch der Microlepidopteren. Raupenkalender geordnet nach der Illustrierten deutschen Flora von H. Wagner. Verlag des Internationalen Entomologischen Vereins e. V., Frankfurt am Main 1931, S. 172
4. ↑  D. S. Volenberg, H. J. Hopen, G. Campobasso (1999): Biological control of yellow toadflax (Linaria vulgaris) by Eteobalea serratella in peppermint (Mentha piperita). Weed Science 47 (2/6): S. 226–232
5. ↑  Eteobalea serratella Treitschke (Lepidoptera: Cosmopterygidae). Rich Hansen, abgerufen am 7. Januar 2012.
6. ↑  Bestimmungshilfe des Lepiforums für die in Deutschland, Österreich und der Schweiz nachgewiesenen Schmetterlingsarten. Eteobalea serratella (TREITSCHKE, 1833). Lepiforum e. V., abgerufen am 6. Januar 2012. Erstbeschreibung